# Chatignonville
Chatignonville  [ʃat̪iɲɔ̃vil] je francouzská obec v jihozápadní části metropolitní oblasti Paříže ve Francii v departmentu Essonne a regionu Île-de-France. Od centra Paříže je vzdálena 53 km.

## Sousední obce
Chatignonville sousedí s Allainville, Corbreuse, Authon-la-Plaine a Garancières-en-Beauce.

## Vývoj počtu obyvatel
Počet obyvatel